# Милош Хадживълчев
Милош Иванов Хадживълчев е български политик.

## Биография
Милош Хадживълчев е роден в разложкото село Банско, Османската империя или в София, където след 1878 година емигрира баща му, и принадлежи към големия род Хадживълчеви. В 1914 година е избран за депутат в XVII обикновено народно събрание от Струмишки окръг с Демократическата партия.